# Макрон (диакритический знак)
Макро́н (от греч. μακρόν «длинный, долгий») — диакритический знак, изображаемый в виде черты над символом; значительно реже — под ним.
В Юникоде представлен в виде комбинирующего диакритического знака и имеет код U+0304, а в виде отдельно стоящего (некомбинируемого) символа — U+00AF.

## Употребление
- В качестве диакритического знака в буквах, часто обозначающего удлинение соответствующего звука, например, в языке маори — Ā, Ē, Ī, Ō, Ū.
- В математике — для обозначения комплексно сопряжённого числа. Используется также для обозначения векторов (вместо направленной стрелки), особенно в рукописном тексте, где написание стрелки по время- и трудозатратам сравнимо с написанием буквы.
- В физике — для обозначения усреднения величины по какому-нибудь непрерывному параметру, например, по времени, по объёму (наряду с угловыми скобками). Кроме того, как и в математике, используется вместо надбуквенной стрелки в векторных величинах.
- В статистике — для обозначения средних величин.
- В сопротивлении материалов (механике материалов и конструкций) — для обозначения безразмерных величин, например, напряжений или единичных сил и моментов.